# Rassach

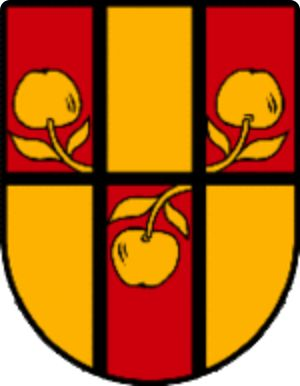
Wappen der früheren Gemeinde Rassach

Rassach ist ein Ort in der Weststeiermark. Er war bis 31. Dezember 2014 eine Gemeinde mit 1413 Einwohnern (Stand 2014) im Bezirk Deutschlandsberg (Gerichtsbezirk Deutschlandsberg). Im Rahmen der steiermärkischen Gemeindestrukturreform wurde Rassach ab 1. Jänner 2015 mit den Gemeinden Stainz, Stallhof, Stainztal, Marhof und Georgsberg zusammengeschlossen, die neue Gemeinde führt den Namen Stainz weiter. Grundlage dafür ist das Steiermärkische Gemeindestrukturreformgesetz – StGsrG.

## Geografie
Rassach liegt in der Weststeiermark und besteht aus vier Katastralgemeinden. Das Gebiet wird vom Saubach durchflossen, eine wichtige Erhebung ist der Frauenkogel mit 404 Metern.

### Nachbarorte
| Stainz                   | Stallhof                                    | Georgsberg         |
| Bad Gams                 | Kompassrose, die auf Nachbargemeinden zeigt | Stainztal          |
| Frauental an der Laßnitz |                                             | Groß Sankt Florian |

## Geschichte
Während der Römerzeit lag die damalige Provinzhauptstadt Flavia Solva, heute Wagna, nicht weit von Rassach entfernt. Aus dieser Zeit sind auf dem Gemeindegebiet 37 Hügelgräber (Tumulus), im Volksmund „Heidenkögl“ bzw. „Heidenkogel“ genannt, erhalten. 1984 wurden vier der meist durch Raubgrabung und sonstigen Zerstörungen beschädigten Hügel wissenschaftlich untersucht, wobei man zwei Bestattungsformen, einfache Brandschüttung und die Bestattung in Steinkisten, feststellte. Nach den Zerstörungen während der Völkerwanderungszeit siedelten sich in der Region ungefähr ab dem 6. Jahrhundert slawische Gruppen an, die das Reich Karantanien gründeten. Slawen wie auch später die Baiern siedelten sich vermutlich zunächst um Lasselsdorf und in Graschuh sowie in Herbersdorf im Schutz von kleineren, bewaldeten Hügeln an. Schon nach den Siegen über die Awaren mit der Gründung der Awarenmark zu Beginn des 9. Jahrhunderts begann eine erste Kolonisation durch Siedler aus dem Frankenreich, Ende des 9. Jahrhunderts ging das östliche Karantanien zwar über mehrere Jahrzehnte durch die Ungarneinfälle an die Ungarn verloren, nach 955 begann die endgültige bairischen Kolonisation, 970 wurde die Karantanische Mark erstmals urkundlich erwähnt.
Aus der Zeit slawischer Besiedelung stammen einige Ortsnamen. Der Name Rassach ist 1285 als Rassowe, 1318 als Rassaw, Raschawe, 1340 als Rassauwe, Rassawe dokumentiert. Er wird auf dem aus anderen Zusammenhängen erschlossenen Wortstamm *Hrast-(/ov) zurückgeführt, zu (slowenisch hrast ‚Eiche‘). Lasselsdorf ist belegt 1139 als Lazlausdorf, um 1145 Lauzlavs-, Lazlawis-, 1147 Ladazlawistorf und wird auf den Personennamen „Ladislav“ zurückgeführt. Dieser Name stammt ebenfalls aus dem Slawischen und bedeutet „Macht und Ruhm“, vgl. polnisch „władza“ (Herrschaft, Macht, Gewalt) und „slawa“ (Ruhm). Der Name Graschuh wird aus *Gradьčane, Gradčane von „Grad-“ ‚Burg‘ abgeleitet. Der Ortsname Tomberg im Norden von Rassach wurde 1432 als Tanperg geschrieben und wird damit von Tannen abgeleitet (ein mit Tannenbäumen bewachsener Berg). Andere Schreibweisen, welche diese Deutung belegen, sind 1373 Tamperch, 1465 am Tan bei Stainz, 1475 Tonberg, 1753 Tamberger hart.
Ein Hinweis auf die Besiedlungsgeschichte befand sich auch noch im 21. Jh. in der Katastralgemeinde Graschuh: Die „Bauerngmoa“ (im Grundbuch: „Bauerngmein“). Dieses Grundstück umfasste 2323 m² und stand im gemeinsamen Eigentum der Besitzer mehrerer (teilweise ehemaliger) Bauernhöfe in Graschuh und der benachbarten KG 61219 Kothvogl. Die Eigentumsanteile waren grundbücherlich nicht Personen zugeordnet, sondern mit dem Eigentum an den Liegenschaften dieser Bauernhöfe (den im Grundbuch so genannten „Stammliegenschaften“) verbunden. Diese Eigentumsverteilung beruhte auf einer Urkunde aus dem Jahr 1882. Die Bezeichnung ist ein Beleg dafür, dass es sich bei diesem Gebiet um den Rest eines dörflichen Allgemeingutes (Allmende) handelte, solche Gebiete wurden im bayrischen Sprachgebrauch als „G(e)mein“ bezeichnet. Sie bestanden bei vielen Orten, die im 12. oder 13. Jh. entstanden und sind Hinweise auf eine planmäßige Besiedelung eines Gebietes, deren Rahmenbedingungen durch eine Obrigkeit festgelegt wurden. Ab dem Spätmittelalter wurden diese Gemeinschaftsbereiche allerdings meist wegen Unstimmigkeiten unter den Berechtigten aufgeteilt oder ihr Gebiet neuen Hofstätten (Keuschen, Huben) zugewiesen. Dies belegt auch den am Ende relativ geringen Umfang der Liegenschaft. Das Teilungsverfahren darüber wurde 2018 beendet.
1285 wird erstmals ein Wehrbau genannt, der sich in oder um Rassach befand. Die Besitzer der Anlage waren zu dieser Zeit die Brüder Heinrich und Albert von Rassowe, sogenannte „niedere Ritter“, die keine eigene Burg besaßen und als Ritter in den Krieg zogen.
Bereits im 12. Jh. hatten auch die Herbersdorfer, die Dienstmannen der Wildoner waren, einen Wehrbau gegründet. Das befestigte Haus wurde im 16. Jh. zu einem Schloss ausgebaut. 1648 erwarb das Stift Stainz diesen Bau, Schloss Herbersdorf, zu dem auch zwei Meierhöfe gehörten. Nach der Aufhebung des Stiftes Stainz 1785 verfiel das Schloss Herbersdorf, seine Abtragung wird für den Beginn des 19. Jh. angenommen. Reste der Schlossmauern und Gewölbe sind in Gebäuden naheliegender Bauernhöfe (vlg. Derrisch (ehem. Schlossbauer), Schlossseppl, Schlossweber) dokumentiert. Statuen aus dem Schloss befinden sich in der Umgebung, so vor einer Wegkapelle in Herbersdorf oder (Marienstatue) am Hauptplatz von Stainz. 1840 wurde das Gelände des früheren Schlosses zusammen mit der Herrschaft Stainz von Erzherzog Johann gekauft.

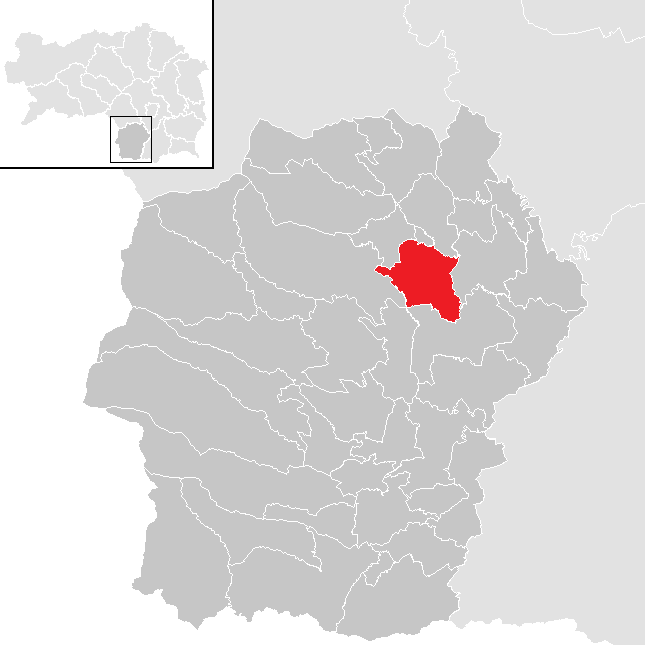
Lage der früheren Gemeinde Rassach im Bezirk Deutschlandsberg mit den Gemeindegrenzen bis Ende 2014

1809 gab es erstmals eine Volksschule in Rassach, 1821 bis 1822 folgte der erste Schulbau, in dem 85 Schüler unterrichtet wurden. 1850 wurde die Gemeinde Rassach aus der gleichnamigen Katastralgemeinde gegründet.
Während des nationalsozialistischen Juliputsches im Jahr 1934 kam es auch in Lasselsdorf zu einem Zwischenfall. Am Nachmittag des 25. Juli waren gegen 16:00 Uhr sechs Nationalsozialisten beim Bauernhof des Florian Graf, eines ehemaligen Nationalrats der Christlichsozialen Partei erschienen, um die dort verwahrten Waffen der Heimwehr zu rauben. Als dieser die Herausgabe der Waffen verweigerte, erhielt er ebenso wie sein Knecht, der ihm beistehen wollte, einen Schuss in die oberen Extremitäten. Nur dem Flehen der Gattin Grafs verdankten es die beiden schwer verletzten Männer, dass sie anschließend einen Arzt aufsuchen durften und nicht stattdessen in den Arrest mitgenommen wurden, wo sie vermutlich verblutet wären.
Am 1. Jänner 1968 wurden die Gemeinden Graschuh, Herbersdorf, Lasselsdorf und das bis dahin kleinere Rassach zur neuen Gemeinde Rassach vereinigt, welche ihrerseits bis 2014 bestand.

## Bevölkerung

### Bevölkerungsstruktur
Rassach hatte laut Volkszählung 2001 1.338 Einwohner. 97,7 % davon hatten die österreichische Staatsbürgerschaft. Zur römisch-katholischen Kirche bekannten sich 91,1 % der Einwohner, 4,5 % waren ohne religiöses Bekenntnis.

### Bevölkerungsentwicklung
Die Bevölkerungszahl von Rassach blieb über mehr als ein Jahrhundert relativ stabil. Einem leichten Wachstum zwischen den Jahren 1869 und 1890 folgte ein kontinuierlicher Rückgang der Bevölkerung bis 1939, der bis knapp unter die Bevölkerungszahl von 1869 führte. Seitdem steigt die Bevölkerung wieder kontinuierlich und erreichte in den Jahren nach 2000 den bisher höchsten Stand.

## Kultur und Sehenswürdigkeiten

### Ortsbild und Denkmäler
Siehe auch: Liste der denkmalgeschützten Objekte in Stainz
Der Ortskern von Rassach ist ein Straßendorf, das sich ein geschlossenes, trotz einiger Neubauten bemerkenswertes Ortsbild bewahrt hat. Die Häuser sind vom Typ des weststeirischen Steilgiebelhauses, die Stadel teilweise mit Ziegelornamenten. Die Kapelle am nördlichen Ortsausgang stammt aus der 2. Hälfte des 19. Jahrhunderts, die Kapelle am südlichen Ortsausgang (Schmidjosl-Kapelle, mit gewölbter Vorhalle und Glockenturm) vom Ende des 18. Jahrhunderts.

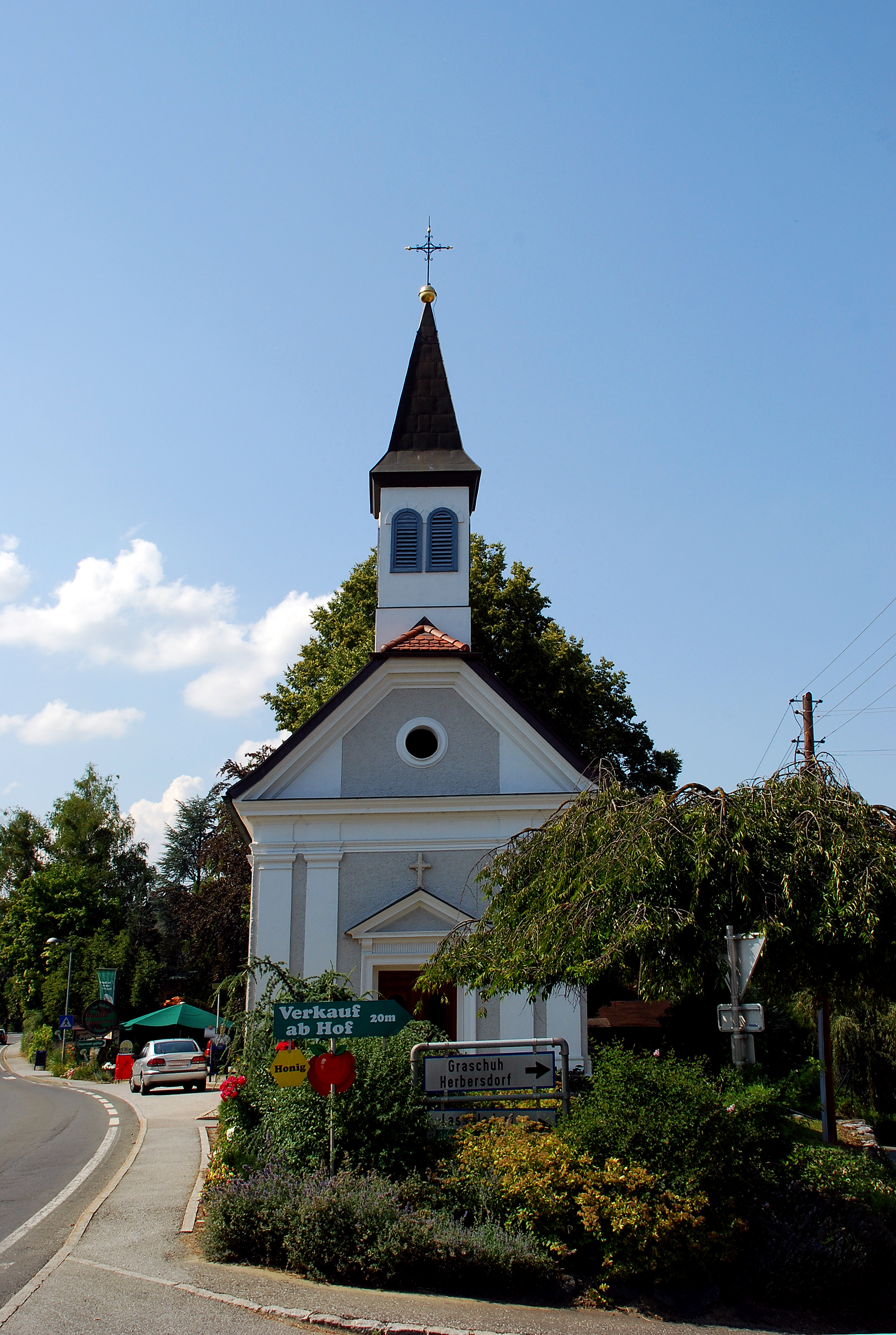
Köck-Kapelle im Ortszentrum von Rassach

Im Garten eines Privathauses in Herbersdorf steht eine barocke Madonnenstatue („Maria auf der Mondsichel“, sogenannte „Hartschiebl-Marienstatue“). Sie wird in die Jahre um 1730 datiert und ist im Stil des Bildhauers Johannes Matthias Leitner gehalten. Die Statue wird derselben Werkstatt zugeschrieben wie die beiden Statuen bei der Riegelanderlkapelle im gleichen Ort. Es wird vermutet, dass sie zu der Statuengruppe am östlichen Ende des Hauptplatzes von Stainz gehört haben und damit vielleicht vorher Teil der Gartengestaltung des Schlosses Herbersdorf gewesen sein könnte.
Für Gebiet von Rassach sind 68 Kapellen, Bildstöcke und Wegkreuze dokumentiert. Der 1990 errichtete Steinbauer-Bildstock in Lasselsdorf (Haus Nr. 55) trägt Heiligenbilder des Künstlers Toni Hafner (Hl. Maria, Hl. Franziskus, Hl. Christophorus, Hl. Barbara).
Die Six-Kapelle im Ortsteil „In der Setz“ zwischen Tomberg und Rassach an der Radlpass Straße B 76 wird in das 18. Jahrhundert datiert und steht nach der Literatur unter Denkmalschutz. Sie wurde um 2000 nach einem Unfall mit Unterstützung des Bundesdenkmalamtes renoviert.
Allerdings ist sie in den veröffentlichten Unterlagen des Bundesdenkmalamtes nicht erwähnt.
Die Kapelle beim Bauernhof vlg. Marx („Marxenkapelle“) im Süden des Ortes Rassach wurde Ende des 19. Jahrhunderts aus Dankbarkeit des damaligen Besitzers über eine überstandene Krankheit erbaut und 1980 renoviert. 2012/13 wurde sie auf Anregung von Hans-Jörg Karrenbrock umgebaut und im Mai 2014 als „Park+Pray-Kapelle“ eröffnet.

### Naturschutzgebiet
Ein kleines Gehölz steht als „Auwaldrest bei Stallhof (Herbersdorf)“ in der Katastralgemeinde Herbersdorf unter Naturschutz (Schutzgebiet NSG-c21). Es liegt südlich des Langwiesenbaches in der Nähe seiner Mündung in den Stainzbach und ist ungefähr 0,7 ha groß. In diesem Auwald befinden sich mehrere Tümpel. Die Tümpel sind mit Pflanzen (Schwimmblattzone, submerse Laichkrautzone) bedeckt, ihre Ufer weisen Großseggenriede (Verlandungszonen) auf. Ein Entwässerungsgraben im Naturschutzgebiet ist Lebensraum für Froschlöffel, Sumpf-Schafgarbe und andere Pflanzen, die auf diese Lebenszone spezialisiert sind. Das Schutzgebiet ist gefährdet, weil seine Fläche zu klein ist, um es vor nachteiligen Einwirkungen abzuschirmen.

## Wirtschaft und Infrastruktur
Laut Arbeitsstättenzählung 2001 gab es 35 Arbeitsstätten mit 69 Beschäftigten in Rassach sowie 522 Auspendler und 40 Einpendler. Wichtigste Branchen der Gemeinde sind das Bauwesen sowie die Sachgüterproduktion. Es gibt 126 land- und forstwirtschaftliche Betriebe (davon 38 im Haupterwerb), die zusammen 1.650 ha bewirtschaften (1999).
Die Verkehrserschließung erfolgt über die Radlpassstraße B 76.

## Politik

### Gemeinderat
Die ÖVP war die dominierende Kraft in der bäuerlich geprägten Gemeinde. Bei den Gemeinderatswahlen 2005 erreichte sie bei einem leichten Plus 69,23 % und damit die Zweidrittelmehrheit. Die SPÖ konnte sich um 5,64 % und ein Mandat steigern und erreichte 22,85 %. Die Gewinne gingen auf Kosten der FPÖ, die mit 7,92 % um 5,92 % unter ihrem Ergebnis von 2001 lag und somit eines ihrer zwei Mandate an die SPÖ verlor. Die Gemeinderatswahlen 2010 brachten eine Neu-Konstellation: Die ÖVP unter Bgm. Gernot Becwar musste ein Minus von 16,43 % oder umgerechnet drei Mandaten hinnehmen. Eine neue Liste unter der Führung von Franz Hopfgartner erhielt 37,26 % und sechs Mandate.

### Wappen
Der Gemeinde Rassach erhielt am 9. Juli 1984 mit Wirkung vom 1. August 1984 das Recht zur Führung eines Gemeindewappens. Der Wappenschild ist durch eine waagrechte und zwei senkrechte Linien gleichmäßig in sechs Felder unterteilt. In der oberen Hälfte ist das mittlere Feld, in der unteren die äußeren Felder mit goldenem Grund ausgeführt. Die anderen Felder tragen eine rote Grundfarbe mit je einem belaubten goldenen Apfel, die aus einer der Ecken ihres Feldes wachsen.
Das Wappen geht auf das Wappen der Rassacher Ritter zurück, die im Dorf einen Wehrhof unterhielten. Die Äpfel wurden als Symbol für den intensiven Obstbau in der Gemeinde hinzugefügt.

## Persönlichkeiten

### Ehrenbürger
- Lorenz Möstl, (* 6. Jänner 1937 in Röthelstein; † 18. Februar 2022 Bruck an der Mur), Ehrenringträger der Marktgemeinde Stainz, Ehrenkanonikus des Grazer Domkapitels. Ehrenbürger auch der Gemeinden Stainz und Georgsberg. Kaplan in Stainz ab 1. September 1964, Pfarrer in Stainz ab 1. September 1974 (mit Bad Gams ab 2001) bis 31. August 2006.[24]

### Im heutigen Gemeindegebiet Geborene
- Florian Graf (1890–1951), Nationalratsabgeordneter der Christlichsozialen Partei (1930–1934) und Bürgermeister von Lasselsdorf (1935–1938 sowie 1945–1951)
- Herbert Kriegl (* 1938), geb. in Kothvogel und aufgewachsen in Stallhof, Musiker, Kulturhistoriker und Autor der Südweststeiermark, Leiter des Kulturgeschichtearchivs in Deutschlandsberg[25]

## Historische Landkarten

Rassach und Umgebung aus den drei Landesaufnahmen in der Zeit von ca. 1789 bis 1910
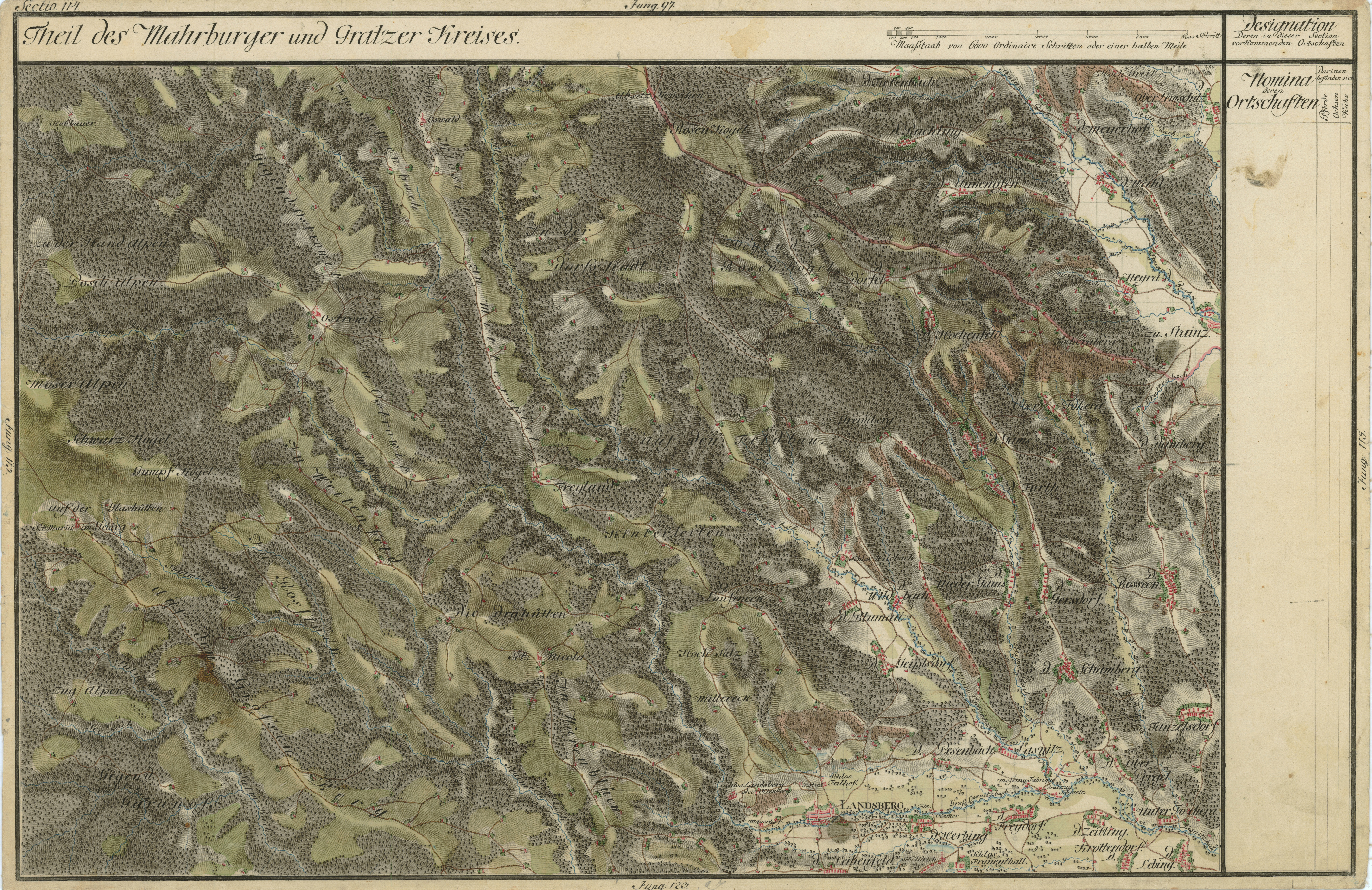
Rassach als „Rosseck“ in der Josephinischen Landesaufnahme, um 1780
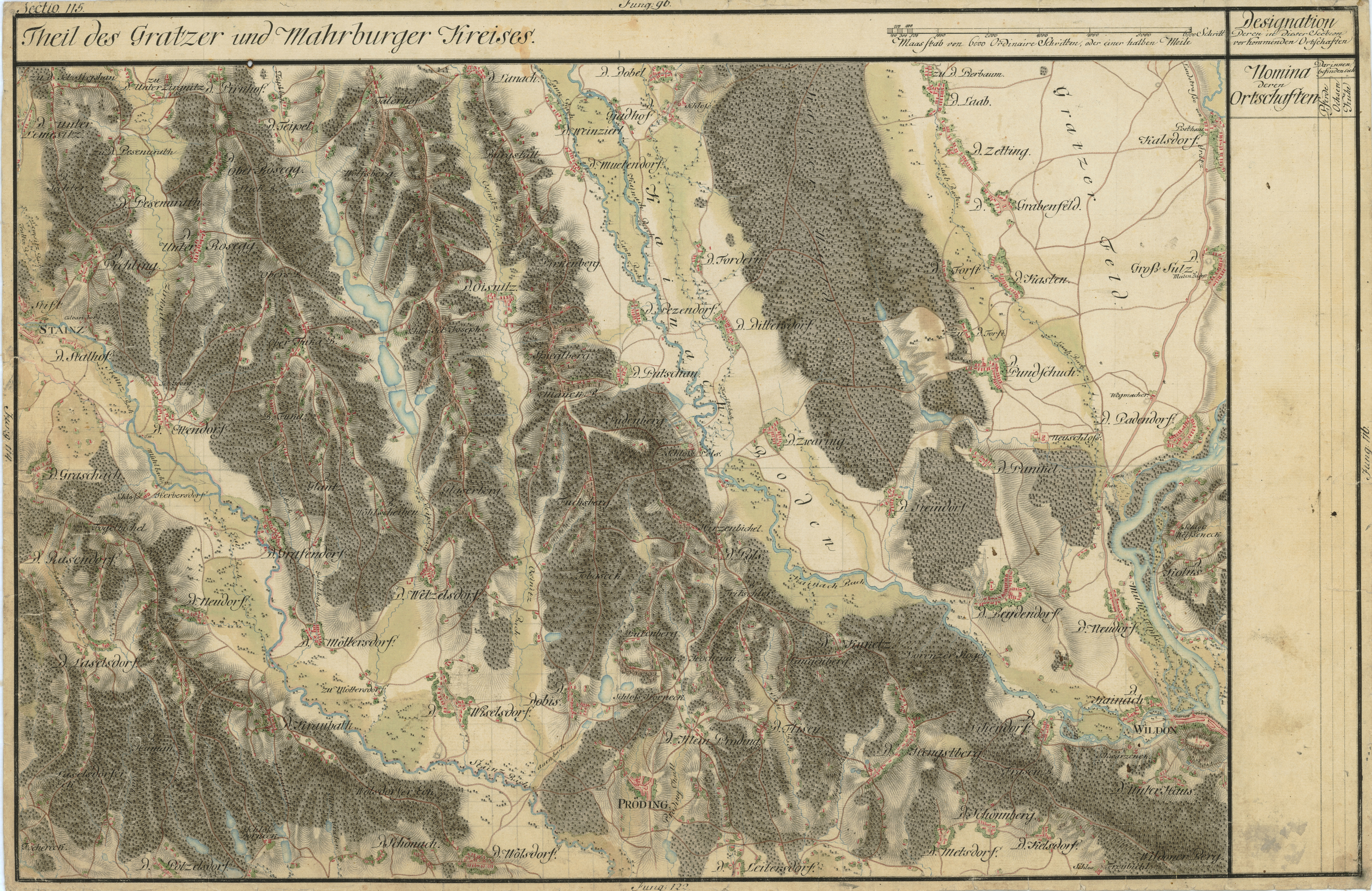
Im Osten von Rassach
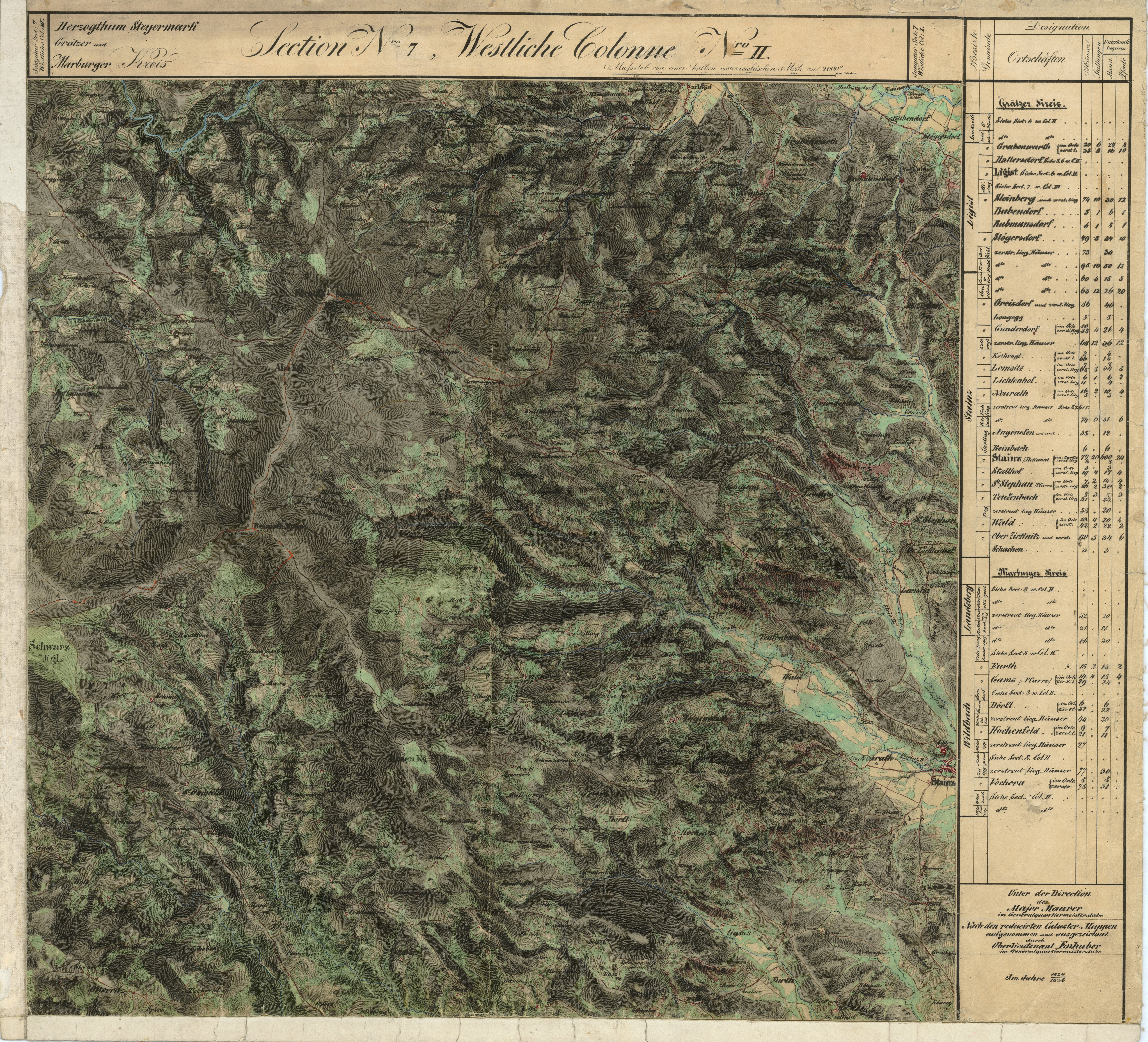
In der Franziszeischen Landesaufnahme, ca. 1835
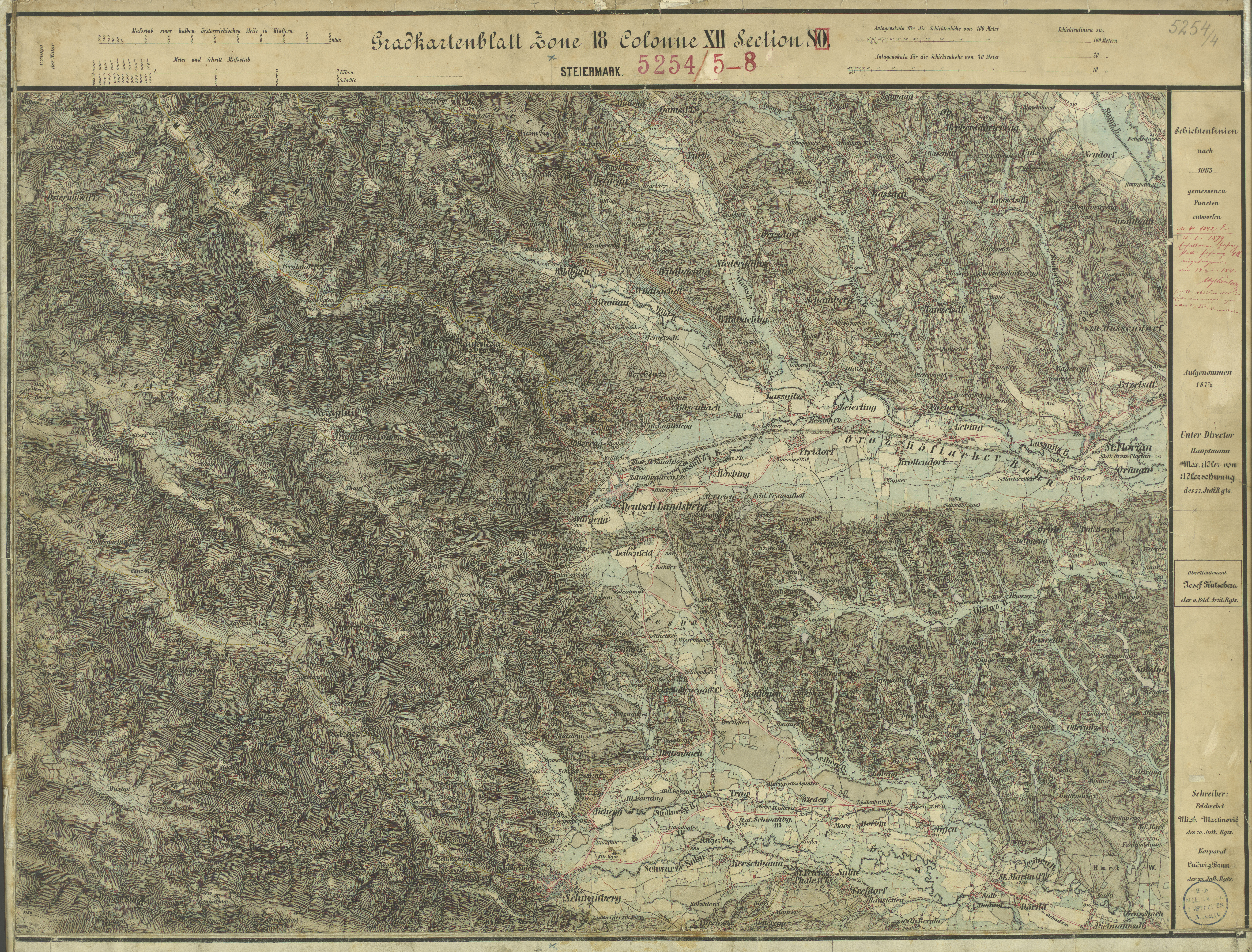
Aufnahmeblatt 1:25.000 der Landesaufnahme um 1878
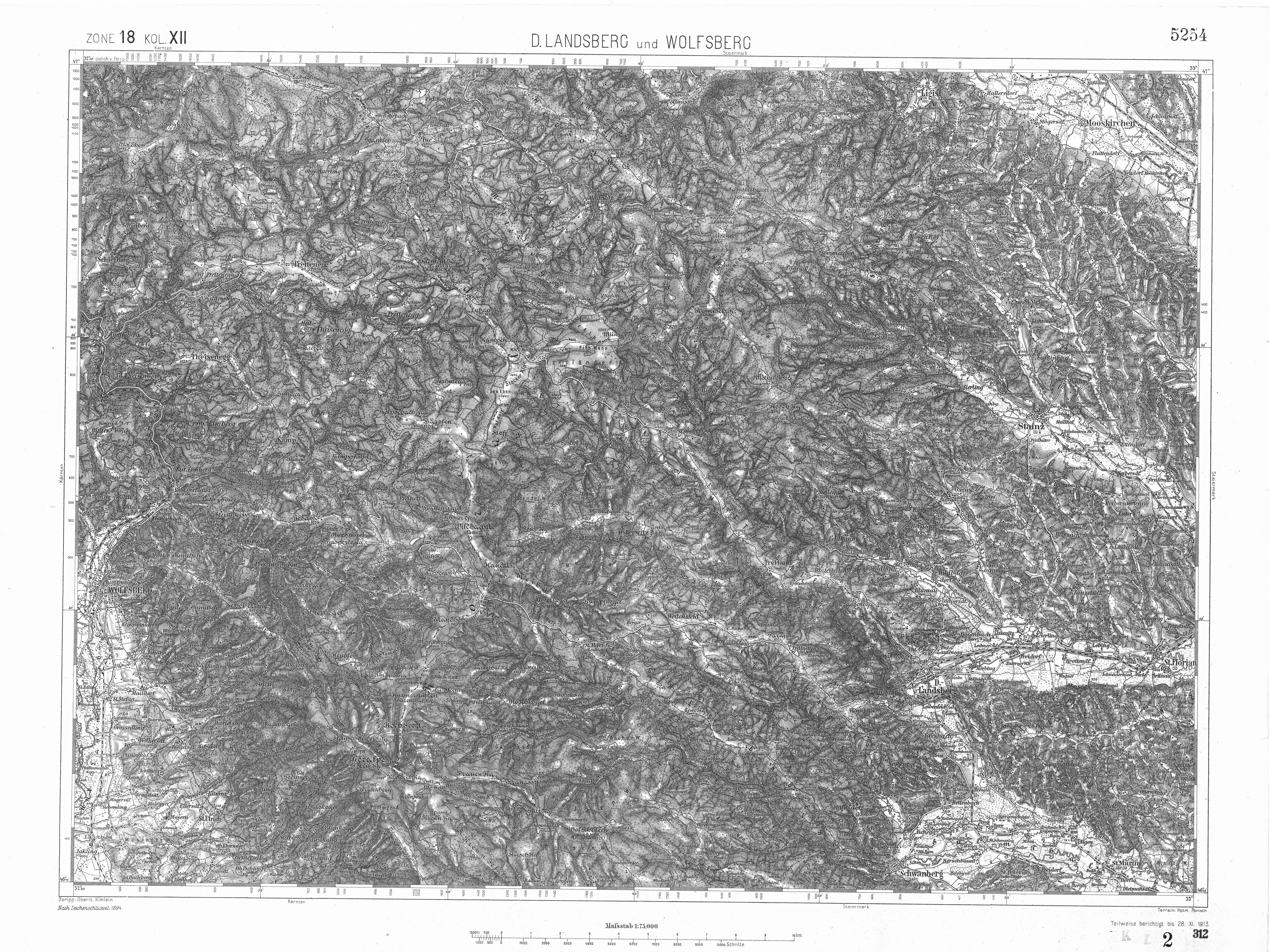
In der franzisco-josephinischen Landesaufnahme, ca. 1910